# Xã Bonne Femme, Quận Howard, Missouri
Xã Bonne Femme (tiếng Anh: Bonne Femme Township) là một xã thuộc quận Howard, tiểu bang Missouri, Hoa Kỳ. Năm 2010, dân số của xã này là 625 người.